# Романюк, Николай Леонидович
Никола́й Леони́дович Романю́к (бел. Мікалай Леанідавіч Раманюк; 2 июня 1984) — белорусский футболист, вратарь клуба «Славия-Мозырь».

## Карьера
Первый тренер — Ануфриев Юрий Валентинович. Выпускник мозырского УОРа.
Первую игру за основной состав мозырского клуба провёл в Сморгони, 25 сентября 2005 года. «Славия» уступила минскому «Локомотиву» со счётом 0:5.
Перешёл в «Нафтан» из клуба «Ведрич-97» перед началом чемпионата 2008 года, но в том чемпионате появился на поле лишь 6 раз. Чемпионат 2009 года Николай начинал также не в роли основного вратаря, но в мае тогдашний основной вратарь «Нафтана» Антон Ковалевский провёл несколько невразумительных матчей и это вынудило Игоря Ковалевича выпустить Романюка в финале Кубка Белоруссии по футболу 2008/09, который он хорошо провёл и вытеснил Антона из основного состава.
Сезон 2011 года стал для Романюка единственным, который он провёл в качестве основного вратаря новополоцкого клуба (в том чемпионате Романюк провёл все 33 матча «Нафтана». Тем не менее уже в следующем сезоне он потерял место первого голкипера, проведя всего 14 матчей за клуб. В сезоне 2013 года Николай и вовсе провёл всего 6 матчей из 32 в чемпионате, окончательно уступив место Довгялло. Всего за «Нафтан» Романюк играл в течение 6 сезонов и сыграл за клуб 79 матчей.
4 декабря 2013 года стал игроком клуба «Гомель», заключив контракт на 2 года (в один день ещё с одним игроком родом из Речицы, Павлом Ситко). После неудачной игры Андрея Климовича в мачте против могилёвского «Днепра» в Кубке Белоруссии (22 марта 2014 года) Романюк занял место основного вратаря в начале чемпионата, позднее был вытеснен Климовичем. Летом 2014 года был выставлен «Гомелем» на трансфер. В декабре покинул гомельский клуб по окончании контракта.
В январе 2015 года перебрался в мозырскую «Славию», с которой в марте подписал контракт. Стал чередоваться в воротах с Владимиром Гаевым. В сезоне 2016, после завершения карьеры Гаевым, стал основным вратарём и капитаном команды, полностью провёл все 30 матчей чемпионата.
В январе 2017 года перешёл в «Городею». Начинал сезон 2017 основным вратарём, позднее стал чередоваться с Владиславом Василючеком. В первой половине сезона 2018 был основным вратарём команды, позднее уступил место в составе Игорю Довгялло. В ноябре продлил контракт с «Городеей» на сезон 2019. В сезоне 2019 выступал в качестве второго или даже третьего вратаря, на поле за основную команду не выходил. В декабре по окончании контракта покинул «Городею».
В январе 2020 года начал тренироваться с мозырской «Славией» и феврале подписал контракт.

## Достижения
- Обладатель Кубка Белоруссии 2008/09 в составе новополоцкого «Нафтана»
- Лучший игрок Славия-Мозырь (2016)